# 北部省 (斯里蘭卡)
北部省是斯里蘭卡北海岸的一個省份。面積8,284平方公里。2001年人口為1,040,963人。首府賈夫納。下分5區。
1987年-2006年間曾與東部省組成東北省，後來被裁定分離。
在古代，在斯里蘭卡王的命令下在賈夫納的斯兵屠殺百萬泰米爾人。